# Hiệp hội Kinh tế Sinh thái Quốc tế
Hiệp hội Kinh tế Sinh thái Quốc tế  hay Hiệp hội Quốc tế Kinh tế Sinh thái, viết tắt theo tiếng Anh là ISEE (International Society for Ecological Economics) là một tổ chức phi chính phủ-phi lợi nhuận quốc tế hoạt động trong lĩnh vực nghiên cứu sinh thái, thúc đẩy sự hiểu biết về mối quan hệ giữa các hệ thống sinh thái, xã hội và kinh tế về tác động lẫn nhau giữa thiên nhiên và con người.
ISEE thành lập năm 1989, là thành viên liên hiệp khoa học của Hội đồng Khoa học Quốc tế (ISC) , và trước đây là thành viên của Hội đồng Khoa học Xã hội Quốc tế (ISSC). Ban Thư ký điều hành đặt tại Washington DC  Hoa Kỳ.

## Hoạt động
ISEE tổ chức 2 năm một kỳ đại hội.
| Nr. | ISEE      | Tại                | Tại        | Nhiệm kỳ  | Chủ tịch                |
| --- | --------- | ------------------ | ---------- | --------- | ----------------------- |
| 16. | ISEE 2020 |                    |            |           |                         |
| 15. | ISEE 2018 | Mexico City        | México     | 2018-2020 | Joshua Farley           |
| 14. | ISEE 2016 | Washington DC      | Hoa Kỳ     | 2016-2018 | Sabine O’Hara           |
| 13. | ISEE 2014 | Reykjavik          | Iceland    | 2014-2016 | Marina Fischer-Kowalski |
| 12. | ISEE 2012 | Rio de Janeiro     | Brasil     | 2012-2014 |                         |
| 11. | ISEE 2010 | Bremen & Osnabruck | Đức        | 2010-2012 |                         |
| 10. | ISEE 2008 | Nairobi            | Kenya      | 2008-2010 |                         |
| 9.  | ISEE 2006 | Delhi              | Ấn Độ      | 2006-2008 |                         |
| 8.  | ISEE 2004 | Montreal           | Canada     | 2004-2006 |                         |
| 7.  | ISEE 2002 | Sousse             | Tunisia    | 2002-2004 |                         |
| 6.  | ISEE 2000 | Canberra           | Úc         | 2000-2002 |                         |
| 5.  | ISEE 1998 | Santiago de Chile  | Chile      | 1998-2000 |                         |
| 4.  | ISEE 1996 | Boston             | Hoa Kỳ     | 1996-1998 |                         |
| 3.  | ISEE 1994 | San José           | Costa Rica | 1994-1996 |                         |
| 2.  | ISEE 1992 | Stockholm          | Thụy Điển  | 1992-1994 |                         |
| 1.  | ISEE 1990 | Washington DC      | Hoa Kỳ     | 1990-1992 | Robert Costanza         |

Các chủ tịch:
- 10. Sabine O’Hara,  Hoa Kỳ
- 9. Marina Fischer-Kowalski,  Áo
- 8. Bina Agarwal,  Ấn Độ
- 7. John Gowdy,  Scotland
- 6. Peter May,  Brasil
- 5. Joan Martínez-Alier,  Tây Ban Nha
- 4. Charles Perrings,  Hoa Kỳ
- 3. John Proops,  Anh Quốc
- 2. Richard B. Norgaard,  Hoa Kỳ
- 1. Robert Costanza,  Hoa Kỳ

## Xuất bản
ISEE xuất bản Tạp chí Ecological Economics phát hành tại Hà Lan.